# Gøran Sørloth
Gøran Sørloth, né le 16 juillet 1962 à Kristiansund (Norvège), est un footballeur norvégien, qui évoluait au poste d'attaquant au Rosenborg BK et en équipe de Norvège.
Sørloth a marqué quinze buts lors de ses cinquante-cinq sélections avec l'équipe de Norvège entre 1985 et 1994.

## Biographie
Il est le père du footballeur Alexander Sørloth.

## Carrière
- 1981-1984 :  Strindheim IL
- 1985-1989 :  Rosenborg BK
- 1989 :  Borussia M'gladbach
- 1989-1993 :  Rosenborg BK
- 1993-1994 :  Bursaspor
- 1994-1995 :  Viking Stavanger

## Palmarès

### En équipe nationale
- 55 sélections et 15 buts avec l'équipe de Norvège entre 1985 et 1994.
- Participation à la coupe du monde 1994.

### Avec Rosenborg BK
- Vainqueur du Championnat de Norvège de football en 1985, 1988, 1990, 1992 et 1993.
- Vainqueur de la Coupe de Norvège en 1988, 1990 et 1992.